# خوسيه كالديرون (لاعب كرة قدم)
خوسيه كالديرون (بالإسبانية: José Calderón)‏ (14 أغسطس 1985 ببنما في بنما - ) هو لاعب كرة قدم بنمي في مركز حراسة المرمى، شارك في كأس العالم 2018. وشارك مع منتخب بنما لكرة القدم. أما مع النوادي، فقد لعب مع نادي بلاتنسي وChepo F.C. ‏ وSan Francisco F.C. ‏ وClub Deportivo Universitario ‏ وHeredia Jaguares de Peten ‏ وDeportivo Coatepeque ‏ ونادي ديبورتيفو أراب يونيدو.

## وصلات خارجية
- خوسيه كالديرون على موقع الاتحاد الدولي (مؤرشف)  (الإنجليزية)
- خوسيه كالديرون على موقع قاعدة بيانات كرة القدم.إي يو (الإنجليزية)
- خوسيه كالديرون على موقع ليكيب (الفرنسية)
- خوسيه كالديرون على موقع ناشيونال فوتبول تيمز (الإنجليزية)
- خوسيه كالديرون على موقع Soccerway.com (الإنجليزية)
- خوسيه كالديرون على موقع عالم كرة القدم.نت (الإنجليزية)
- خوسيه كالديرون على موقع AS.com (الإسبانية)